# Stegosaurus
Stegosaurus este un dinozaur cu armură din familia Stegosauridae ce a trăit în perioada Jurasic. El face parte din categoria primelor fosile de dinozauri descoperite. Pământurile pe care le cutreierau cu milioane de ani în urmă Stegosaurii se numesc acum America de Nord, dar o recentă descoperire a unei fosile în Portugalia a demonstrat că trăiau și în Europa. Dinozaurii din această specie le puteau face față Theropozilor (carnivorilor) mari ca Allosaurus sau dibace ca Ceratosaurus datorită cozii și a țepilor pe care îi dețineau, dar nu aveau voie să greșească în astfel de lupte. Numele Stegosaurus înseamnă șopârlă cu acoperiș în limba greacă, armura sa fiind aproape impenetrabilă. Au trait acum 145-155 milioane de ani, într-un peisaj dominat de gigantici.

## Descriere
Având în jur de 9 metri lungime și 4 metri înălțime, Stegosaurus este și unul dintre cei mai ușor de identificat dinozauri, fapt datorat celor două rânduri de plăci înalte și verticale situate pe spatele său, dar și a celor patru țepi de pe coadă folosiți foarte des în auto-apărare. De asemenea, el era un dinozaur foarte mare care cântărea extrem de mult, fiind un urmaș al primilor sauropozi.   

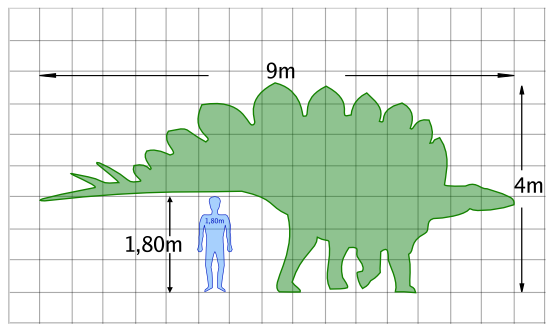
Mărimea unui Stegosaur comparată cu cea a unui om

Craniul lung plasat în partea de jos a corpului este foarte mic în proporție cu restul corpului. Acesta are o mică gaură între ochi și nas specifică dinozaurilor din familia sa dar și păsărilor moderne, pierdută însă până în zilele noastre. Poziția joasă a capului sugerează faptul că Stegosaurus era înconjurat de o vegetație decorată cu multă stepă înaltă față de cea de acum. Totuși, spinii de pe coadă îi puteau servi să dărâme copaci pentru a se hrăni, deși puțini copaci aveau mărimile actuale ceea ce înseamnă că era foarte greu, vegetația fiind gigantică de asemenea.  

## Clasificare
Stegosaurus a fost primul exemplar descoperit de cercetători dintre membrii familiei Stegosauridae. Numele său l-a dat și pe cel al familiei, deși nu chiar toți membrii îi sunt înrudiți, cei din sub-ordinul Stegosauria. Acesta cuprinde diversificatul Ankylosaurus și alții. Stegosaurii erau turme mari de dinozauri asemănători unii cu alții și care se ajutau între ei când întâlneau situații grele. Cele mai apropiate rude sunt: Wuerhosaurus din China și Kentrosaurus din Africa de est.

### Exemplare și specii înrudite
Iată o listă a exemplarelor de Stegosauri .